# 核反应堆

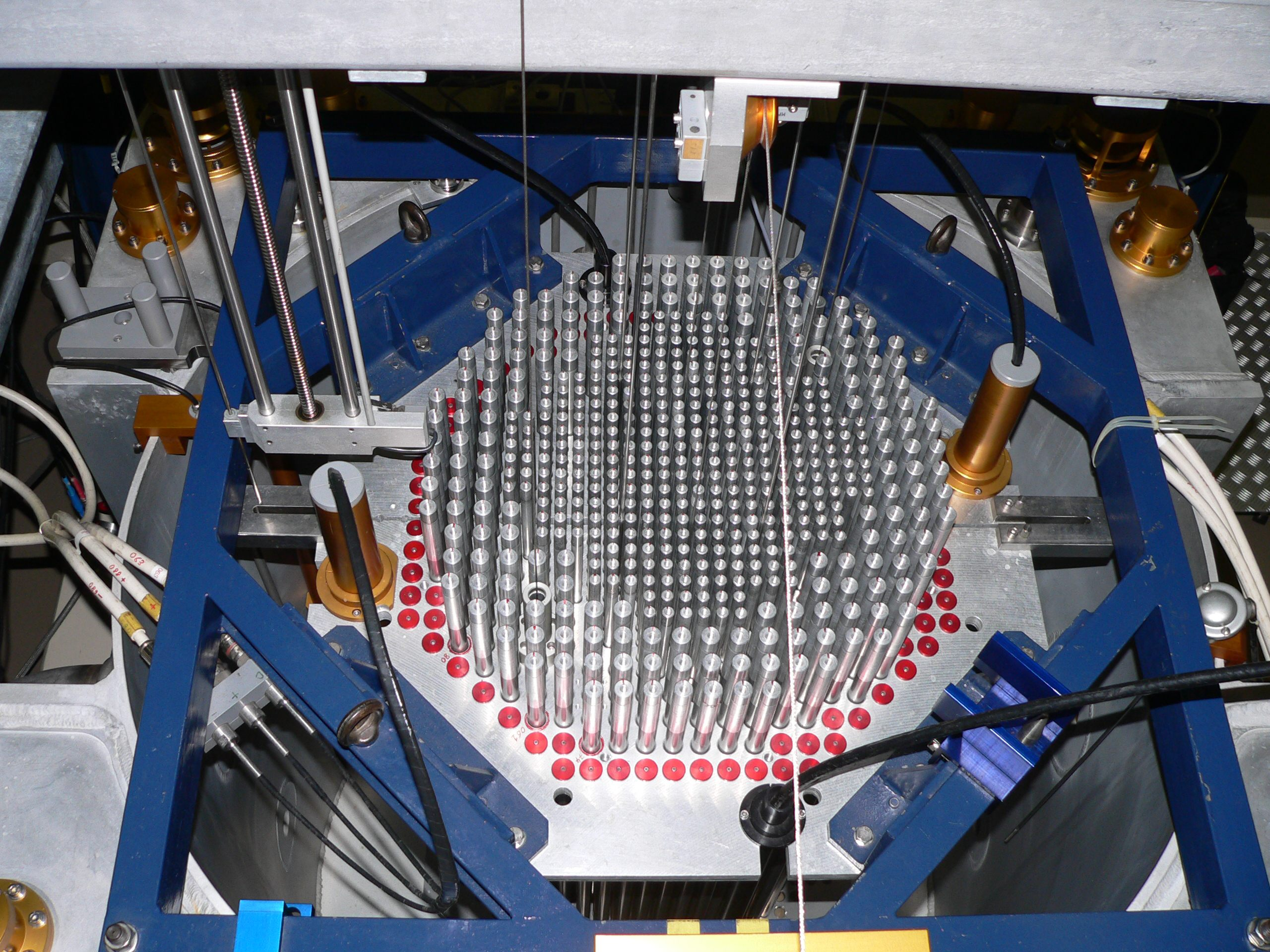
瑞士洛桑联邦理工学院（EPFL）内的小型研究型核反应堆CROCUS的堆芯

核子反應爐（英語：nuclear reactor），又稱原子爐（英語：atomic reactor），是一种启动、控制并维持核裂变或核聚變反應的装置。相对于核武爆炸瞬间所发生的失控链式反应，在反应堆之中，核变的速率可以得到精确的控制，其能量能够以较慢的速度向外释放，供人们利用。自20世纪50年代以来，裂变反应堆的相关技术早已成熟，但对于聚变反应堆的开发至今仍处于探索阶段。
核反应堆有许多用途，当前最重要的用途是产生热能，用以代替其他燃料加热水，产生蒸汽发电或驱动航空母舰等设施运转。一些反应堆被用来生产为医疗和工业用途的同位素，或用于生产武器级钚。一些反应堆运行仅用于研究。当前全部商业核反应堆都是基于核裂变的。今天，在世界各地的大约30个国家里有被用于发电的大约450个核反应堆。

## 工作原理

诱发裂变. 一个中子被U235吸收，形成一个处于激发态的U236，U236不稳定，裂变为两个轻核，并放出2－3个中子。反应堆的裂变反应原理和原子弹的原理一样，都是链式反应。但是在反应堆裡，核子反应速率较慢。

和传统的热电站利用燃烧化石燃料释放热能一样，核电站是由受到控制的核裂变释放的能量转换为热能，进而转化为机械的和电子的能源形式。

### 核裂变
当一个原子数较高的核子（例如U-235或Pu-239）吸收一个中子，会形成一个激发态的核子，然后裂变为两个或更多个轻核。释放出动能，伽玛射线和若干个中子，统称为裂变产物。其中有些中子可能被下一个重核吸收，引发下一个裂变反应，释放出更多的中子，依此类推。这个反应就是。
但是動量太高的中子不容易被重核吸收，需要慢化剂來減速中子。而太多中子會使反應過快失去控制，我们可以用一些对中子吸收截面较大的核素来吸收中子抑制链式反应。通过中子減速劑與吸收劑，來增加和降低反应速率以控制反应堆的输出功率。
一般常用的中子慢化剂有轻水（即H2O）（世界上75％的反应堆用轻水做慢化剂），固体石墨（20％）（切尔诺贝利电厂為著名的例子）和重水（即D2O）（5％）。在一些实验堆中，甲烷和铍也被用来做慢化剂。

### 热能的产生
在反应堆裡，热能主要有以下几个来源：
1. 反应碎片通过和周围原子的碰撞，把自身的动能传递给周围的原子。
2. 裂变反应产生的伽玛射线被反应堆吸收，转化为热能。
3. 反应堆的一些材料在中子的照射下被活化，产生一些放射性的元素。这些元素的衰变能转化为热能。这种衰变热会在反应堆关闭后仍然存在一段时间。

1千克235U完全裂变得到的热能约等于3千吨煤燃烧所释放的能量。

### 冷却
在反应堆裡，一般用水做冷却剂（轻水或重水），也有用气体，融盐或是熔態金屬的。冷却剂通过泵浦在堆芯裡循环流动，同时把通过裂变产生的热传递出来。一般的反应堆的冷却系统和热机是分开的，例如压水堆。也有的反应堆，蒸气是由反应堆直接加热得到的，例如沸水反應爐。

### 反应堆控制
反应堆的输出功率，或者说反应率，是通过控制堆芯内的中子密度和能量来控制的。
控制棒由热、中子强吸收材料做成。如果有很多的中子被控制棒吸收，就意味着就少一些中子引发链式反应。因此，把控制棒插入堆芯，将会减慢反应速率，降低输出功率。相反，将控制棒抽出，链式反应的速率将会增加，输出功率也会增加。
在一些反应堆裡，冷却剂同时也起慢化的作用。慢化剂通过和快中子的碰撞，吸收中子的能量，使快中子能量降低，成为热中子。而热中子引发核反应的截面更大些。因此慢化剂密度高，将会增加反应堆的功率输出。而温度高，冷却剂的密度会降低，慢化作用降低，反应速率下降。另一些反应堆裡，冷却剂会吸收中子，起到控制棒的作用。在这些反应堆裡，可以通过加热冷却剂来提高反应堆的功率。
反应堆都有自动和手动的系统来防止意外事件的发生，当出现意外事件时，将有大量的中子强吸收材料注入，使反应堆关闭。
反应堆的反應性（reactivity）{\displaystyle \rho }用來衡量鏈式反應離臨界狀態有多遠，超臨界時反應性大於0，臨界時反應性等於0，次臨界時反應性小於0。
以{\displaystyle a}表示「核分裂反應產生的中子數」，{\displaystyle b}表示「核分裂反應消耗的中子數」，則兩者之比為
{\displaystyle k={\frac {a}{b}},}
而{\displaystyle \rho }可由此計出：
{\displaystyle \rho ={\frac {k-1}{k}}.}
考慮到臨界尚有瞬發與緩發之分，加以校正後，反應性大小可以元為單位表示。

### 发电
由链式反应释放出的热能通过冷却剂传导出来，加热水产生水蒸气，推动蒸汽渦輪發動機转动发电机发电。

## 早期核反应堆

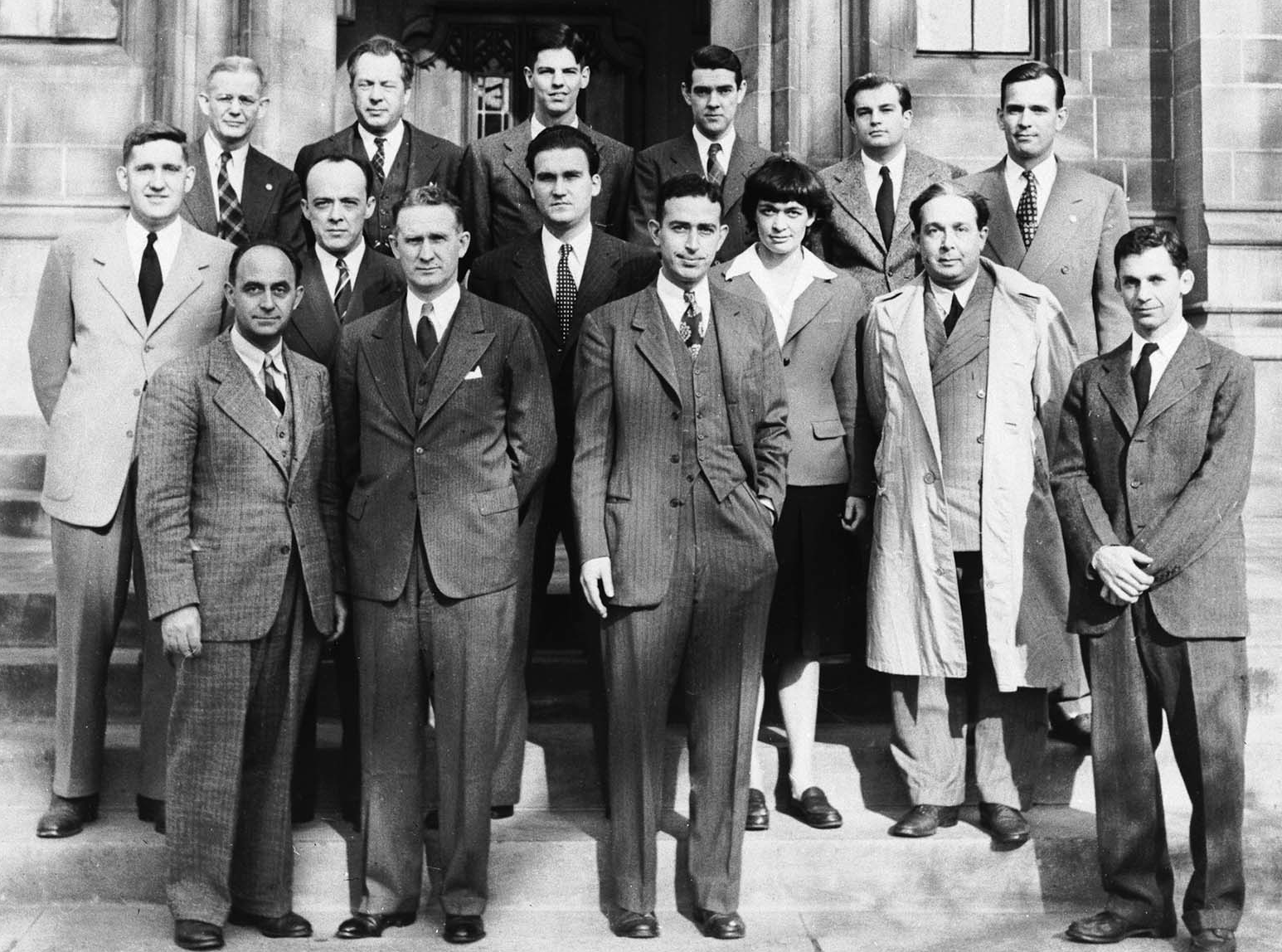
芝加哥堆团队，包括恩里科·费米和雷奥·西拉尔德。

人类历史上公认的第一个核反应堆是由恩里科·费米于1942年在芝加哥大学负责设计建造的芝加哥1号堆；该核反应堆输出功率仅为0.5W。
1954年，苏联建成世界上第一座純民用的奧布寧斯克原子能發電站，装机容量为5 MW。
1960年，美國製造8座輸出達2 MW的携帶型核子反應爐Alco PM-2A供應該國陸軍在格陵蘭的Camp Century計畫使用。
1972年，法國工人們在非洲加蓬的奥克洛（Oklo）地区发现輸出達100kW的天然核反应堆，从大约20亿年以前开始反应。

## 核反应堆的组件

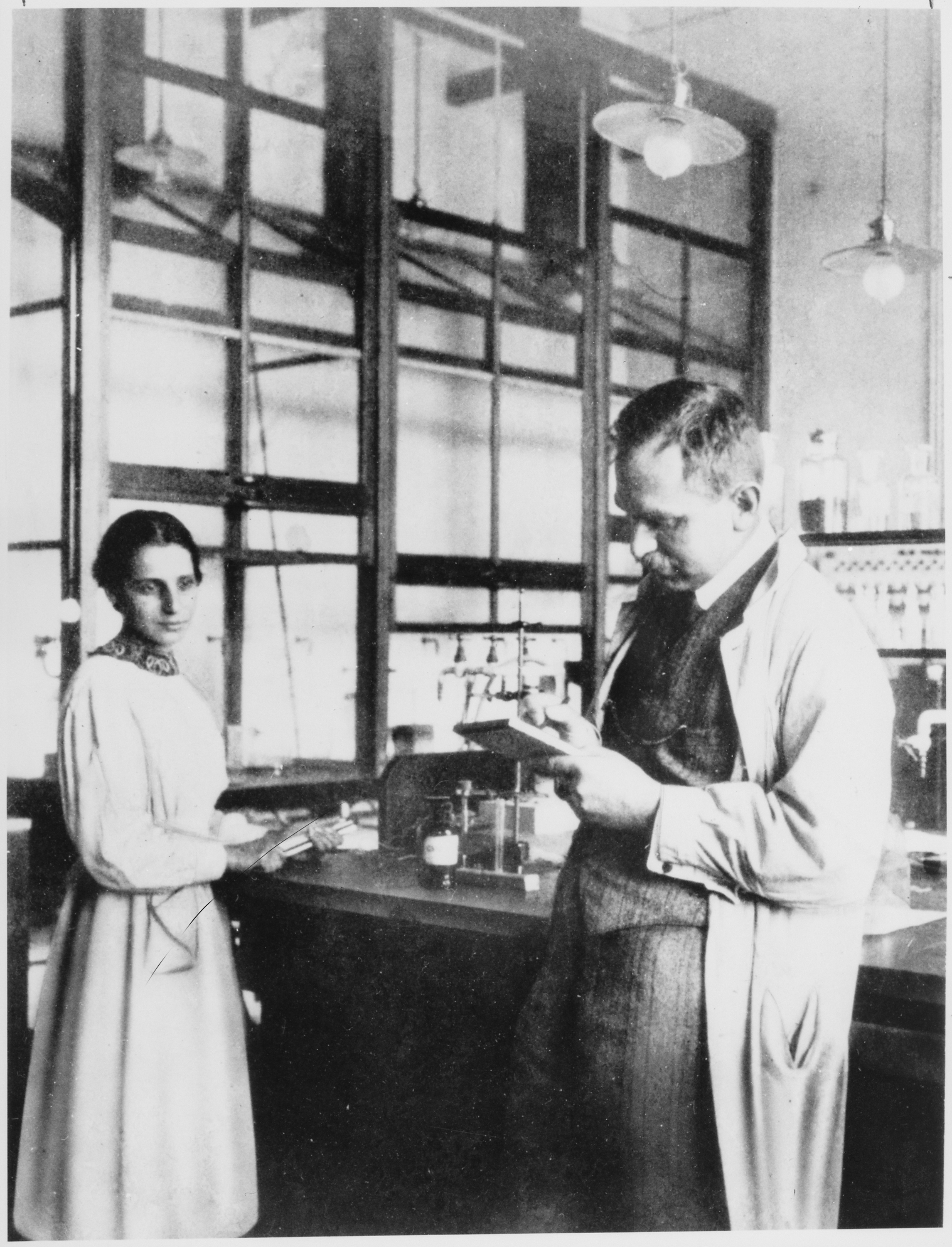
丽兹·梅特纳与奥托·哈恩在他们的实验室。

一般核电站的关键部分是：
- 核燃料
- 反應爐燃料棒
- 慢化剂
- 冷却剂
- 控制棒
- 压力容器
- 反应炉中心紧急冷却系统
- 反应堆保护系统
- 蒸汽发生器（沸水式反应堆中没有这个）
- 安全壳建筑
- 主泵
- 汽轮机
- 发电机
- 冷凝器

## 分类
核反应堆有几种不同的分类方法，以下提供这些分类方法的简介。

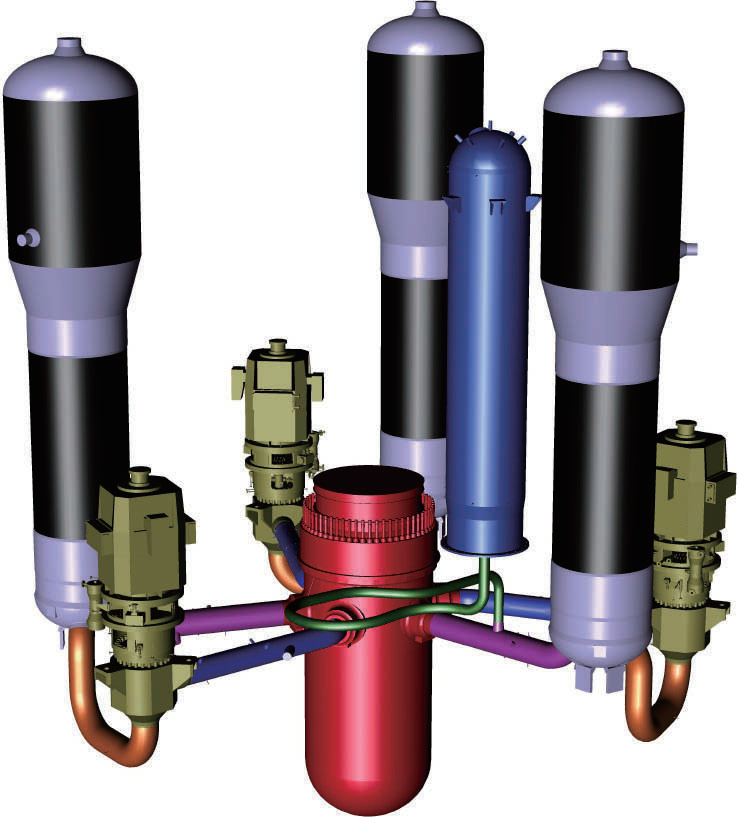
华龙一号的一次冷却剂系统，显示有反应堆压力容器（红色）、蒸汽产生器（紫色）、稳压器（蓝色）和泵（绿色）

### 按核反应的类型分类
- 核裂变。所有的商业发电反应堆是基于核裂变。它们一般采用铀及其产物钚作为核燃料，虽然钍燃料循环也是可能的。核分裂反应堆可被粗略地分为两种类型，取决于中子维持链式反应的能量。
- 核聚变。核聚变发电是一个实验性的技术，一般用氢或氢的同位素作为燃料。尽管不适于电力生产，范斯沃斯-赫希fusor用于产生中子辐射源。

### 按用途分类
按用途分类，可以分为：
- 发电
  - 核电站
- 动力核反应堆
- 生产核反应堆（快中子增殖反应堆FBR）
- 其他供热用途
  - 海水淡化
- 研究核反应堆（先進實驗反應爐）

### 按慢化剂和冷却剂分类
按照反应堆慢化剂和冷却剂的不同，可以分为：
- 轻水反應爐（压水反应爐、沸水反应爐）：轻水型反应爐使用相对分子质量为18的轻水作为慢化剂和冷却剂。
- 重水反應爐：重水堆可按结构分为压力容器式和压力管式两类。两者都使用重水做慢化剂，但前者只能用重水做冷却剂后者却可用重水、轻水、气体等物质做冷却剂。
- 石墨气冷反應爐（英语：Gas-cooled reactor）
- 石墨液冷反應爐(壓力管石墨式漫化沸水反應爐)

按照反应堆中中子的速度，可以分为：
- 熱中子反應堆（目前最普遍的反应堆类型）：使用减速后的热中子以维持其他燃料裂变。这种反应堆包含中子減速劑，用于降低中子减速，直至它们中子温度被热化。在这个过程中，直至中子的动能接近四周粒子的平均动能。与更快的核中子相比，热中子对可分裂材料如铀-235，钚-239和钚-241（英语：Plutonium-241）有进行裂变的中子截面更高，相对而言，铀-238中子捕獲的机会较低，允许使用低浓缩铀，甚至天然铀燃料。中子慢化剂通常也是冷却剂，通常以高压增加水的沸点。这些被反应堆压力槽、监测和控制反应堆的仪器、安全壳所包围。
- 快中子反應爐

### 按代分类
- 第一代反应堆（早期原型研究堆，非商业用反应堆，生产的电力一般用於展示）
- 第二代反应堆（目前大多数核电站，1965年至1996年，當初設計的使用年限為30-40年，現在有些考慮到安全性正逐步退役，有些延長再使用10-20年（預計使用50-60年）。像是在美國大約有75%正在運轉的反應堆延長20年使用期限(總共使用60年)。[8]） 依不同的設計主要可分為

1. 壓水反應爐（PWR），美國研發
2. 沸水反應爐（BWR），美國研發
3. 加拿大重水鈾反應爐（CANDU），加拿大研發
4. 進階版氣冷反應爐（AGR），英國研發
5. 水-水高能反应堆（VVER），俄羅斯研發
6. 壓力管式石墨慢化沸水反應爐（RBMK），俄羅斯研發

- 第三代反应堆（在設計上有大幅度的改進，像是燃料技術的改善，更有效率地應用熱能和安全系統的升級，像是使用被动核安全系統（英语：Passive nuclear safety），在意外事故發生時利用重力冷卻爐心。1996年至今）

目前正在運轉的有
1. 奇異公司和東芝一起推出的進步型沸水式反應爐（ABWR）
2. 韓版先進壓水反應爐（英语：APR-1400）
3. 水-水高能反应堆（VVER-1000/428）
4. 俄式快中子增殖反應爐（英语：BN-800_reactor）（ BN-800 reactor）

目前正在建造的有
1. 中國改進型壓水堆（ACPR1000）
2. 華龍一號（HPR1000 （页面存档备份，存于））
3. 水-水高能反应堆（VVER-1000/428M）
4. 歐洲壓水反應爐

- 第三代反应堆加強版（在安全系統和經濟效能上有革命性的突破。2017年在俄羅斯沃羅涅日州啟動的VVER-1200/392M為第一座運轉的第三代反應堆加強版。)

目前正在建造的有
1. AP1000
2. CAP1400
3. 在土耳其建造的ATMEA1
4. 在白俄羅斯建造的VVER-1200/491，一號機計畫2018年完工，二號機計畫2020年完工 （页面存档备份，存于）

- 第四代反应堆（目前尚在研發階段，主要訴求是更佳的安全性能，永續發展，效能提升和降低成本。）

主要有六款，三款使用慢中子產生熱能三款使用快中子產生熱能。都是使用核分裂產生熱能。
慢中子款的有
1. 高温气冷堆（ Very high temperature reactor，VHTR）
2. 超臨界水反應爐（Supercritical water reactor，SCWR）
3. 熔鹽堆（Molten salt reactor, MSR）

快中子款的有
1. 氣冷快中子反應爐（Gas-cooled fast reactor，GFR）
2. 鈉冷快中子反應爐（Sodium-cooled Fast Reactor，SFR）
3. 鉛冷快中子反應爐（Lead-cooled fast reactor，LFR）

术语“第四代”是美国能源部（DOE）戏称在2000年开发新的工厂类型。在2003年，法国原子能和替代能源委员会（CEA）是第一个提到第二代类型在核子学周期间; 一起使用第三代类型的第一个提出的也是在2000年，在推出的第四代国际论坛（GIF）计划期间。

### 其他反應爐
- 氣冷反應爐（氣冷快中子反應爐）
- 多用途高溫氣體反應爐
- 天然核反应堆

## 核燃料循环
核燃料循环(英語：Nuclear fuel cycle)，指的是核燃料经过在使用过程中所经过的一系列不同的阶段。它主要包括前端步骤，其中有制造核燃料的过程、使用期间的各个步骤、以及后端步骤，其中有在核燃料使用完毕时或者核燃料再处理或者处理乏核燃料的过程。

## 核安全
核安全涉及采取措施防止核与辐射事故或限制其后果的行动。核电行业具有改善的安全性和反应堆的性能，并已提出了新的更安全的反应堆设计，但也不能保证该反应堆将被正确的设计，建造和操作。
随着石油和煤炭资源日渐稀缺，以及為減緩空氣污染、降低溫室氣體排放等課題，核能发电开始受到重视。例如，法国核能被认为是核能应用成功的故事。法国是应用核反应堆发电最广泛的国家，法国依靠核能产生全国75%的电能。